# Comunitat de comunes del Ried de Marckolsheim
La Comunitat de comunes del Ried de Marckolsheim (oficialment: Communauté de communes du Ried de Marckolsheim) és una Comunitat de comunes dels departaments del Baix Rin i de l'Alt Rin, a la regió del Gran Est.
Creada al 2012, està formada 18 municipis, dels quals 17 estan al Baix Rin menys Grussenheim que està a l'Alt Rin. La seu es troba a Marckolsheim.

## Municipis

### Baix Rin
1. Artolsheim
2. Bindernheim
3. Bœsenbiesen
4. Bootzheim
5. Elsenheim
6. Heidolsheim
7. Hessenheim
8. Hilsenheim
9. Mackenheim
10. Marckolsheim
11. Ohnenheim
12. Richtolsheim
13. Saasenheim
14. Schœnau
15. Schwobsheim
16. Sundhouse
17. Wittisheim

### Alt Rin
1. Grussenheim